# Karoline Erdal
Karoline Erdal (* 15. November 1997 in Førde) ist eine norwegische Biathletin. Sie ist zweifache Europameisterin und startet seit 2016 unregelmäßig im Weltcup. Größere Erfolge feierte sie aber im IBU-Cup, wo sie bis heute  zehn Rennen gewinnen konnte.

## Karriere

### Medaillen auf Juniorenebene
Karoline Erdal gab ihr internationales Debüt beim Olympischen Jugendfestival 2015 in Bürserberg, wo sie mit Mathea Tofte, Aleksander Fjeld Andersen und Sturla Holm Lægreid die Goldmedaille im Mixedbewerb gewann. Im Januar 2016 bestritt ihre nächsten Rennen bei den Jugendweltmeisterschaften im rumänischen Cheile Grădiștei und ergatterte im Sprint die Gold- und mit der norwegischen Staffel die Bronzemedaille. Im November 2016 gab sie zunächst ihr Debüt im IBU-Cup, nach nur einem Rennen wurde sie bereits beim Weltcupauftakt der Saison 2016/17 im schwedischen Östersund eingesetzt. Mit den Plätzen 83 im Einzelrennen und 99 im Sprint verfehlte sie jedoch sowohl die Punkteränge als auch die Qualifikation für das Verfolgungsrennen deutlich. Bei den Europameisterschaften 2017 in Duszniki-Zdrój gewann sie an der Seite von Marion Rønning Huber, Erlend Bjøntegaard und Fredrik Gjesbakk die Silber mit der Mixedstaffel und damit ihre erste Medaille auf Seniorenebene. Aufgrund ihres Alters durfte sie im gleichen Jahr auch an den Juniorenweltmeisterschaften teilnehmen und gewann gemeinsam mit Hilde Eide und Ingrid Landmark Tandrevold Gold im Staffelrennen. Wenig später erreichte sie in Otepää im IBU-Cup ihren ersten Podestplatz mit einer Staffel, am Saisonende startete sie noch einmal erfolglos im Weltcup.

### Zwei EM-Titel und erste Weltcuperfolge

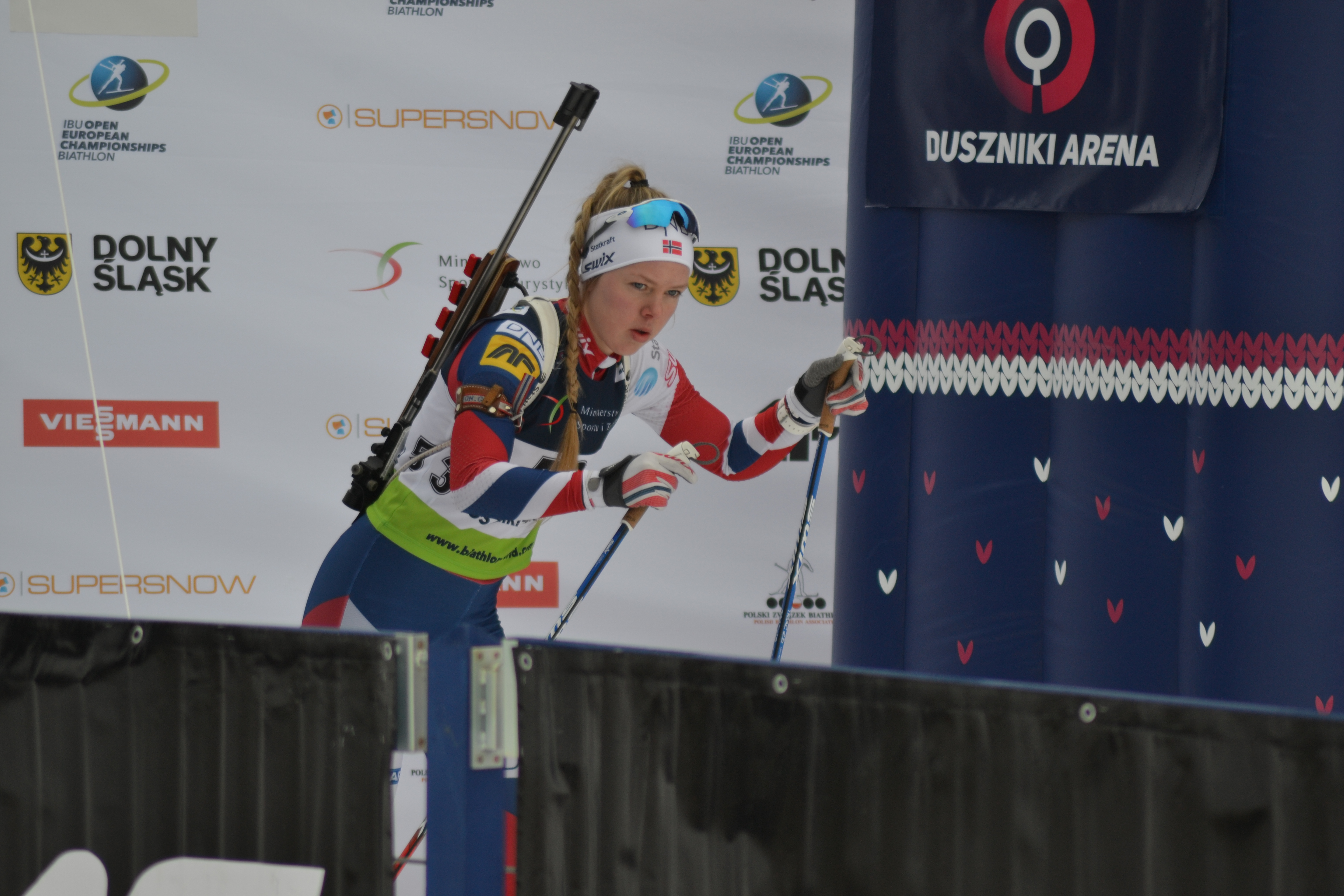
Erdal bei den Europameisterschaften 2017

Nachdem sie im folgenden Winter keine Wettkämpfe auf internationaler Ebene bestritten hatte, kam Erdal zur Saison 2018/19 wieder in die IBU-Cup-Mannschaft zurück. Im Saisonverlauf erzielte sie drei Top-10-Ergebnisse in Individualbewerben, die Europameisterschaften hingegen endeten mit den Rängen 60 und 63 ziemlich enttäuschend. Beim ersten Wettkampf des Folgewinters sicherte sich die Norwegerin mit dem Sprint von Sjusjøen schließlich ihren ersten Sieg auf der zweiten Rennebene, zwei weitere erste Plätze folgten nach dem Jahreswechsel in Osrblie. Ihr einziger Weltcupstart des Jahres endete erneut weit außerhalb der Punkteränge; deutlich erfolgreicher schnitt sie bei den Europameisterschaften in Minsk ab, wo sie sich gemeinsam mit Endre Strømsheim den Europameistertitel in der Single-Mixed-Staffel sicherte. Nach einer weiteren Saison im IBU-Cup endeten auch die Europameisterschaften 2021 durchaus erfolgreich, Erdal gewann im Sprint hinter Baiba Bendika und im Verfolger hinter Kamila Żuk jeweils die Silbermedaille. Die IBU-Cup-Rangliste schloss die Norwegerin mit einem gebührenden Abstand auf Vanessa Voigt als Zweite ab, am Saisonende gewann sie als 39. des Verfolgungswettkampfs von Östersund ihre ersten zwei Weltcuppunkte.
Nach mehreren überzeugenden Ergebnissen kam Erdal ab Mitte Dezember 2021 zu ihren nächsten Weltcupstarts und erzielte mit den Rängen 15 und 17 in Sprint und Verfolgung von Ruhpolding ihre bis heute besten Resultate auf der höchsten Rennebene. An gleicher Stelle absolvierte sie zudem mit Marte Olsbu Røiseland, Karoline Knotten und Ragnhild Femsteinevik ihren ersten Staffelwettkampf und wurde Siebte. Bei den Europameisterschaften resultierte als Bestergebnis Rang 10 im Sprint und Platz fünf im Single-Mixed-Rennen, in der Weltrangliste belegte sie schlussendlich Rang 59. Zu Beginn der Saison 2022/23 startete die Norwegerin den Dezember über im Weltcup und wurde in Hochfilzen 24. im Sprint sowie Fünfte mit der Damenstaffel. Für den Rest des Winters lief sie wieder im IBU-Cup, lief bei den Europameisterschaften in Sprint und Verfolgung in die Top 10 und sicherte sich mit Maren Kirkeeide, Erlend Bjøntegaard und Vebjørn Sørum die Goldmedaille im Mixedwettkampf. Ende 2023 siegte Erdal nach längerer Zeit wieder in einem Individualrennen im IBU-Cup, womit sie ein weiteres Mal für den Weltcup nominiert wurde. Mit zwei Top-30-Ergebnissen in der Lenzerheide qualifizierte sie sich dort auch für ihren ersten Massenstart und schloss diesen als 20. ab.

## Persönliches
Karoline Erdal wuchs in Førde auf, lebt aber wie ein Großteil der norwegischen Biathleten in Lillehammer. Erdal ist Linksschützin.

## Statistiken

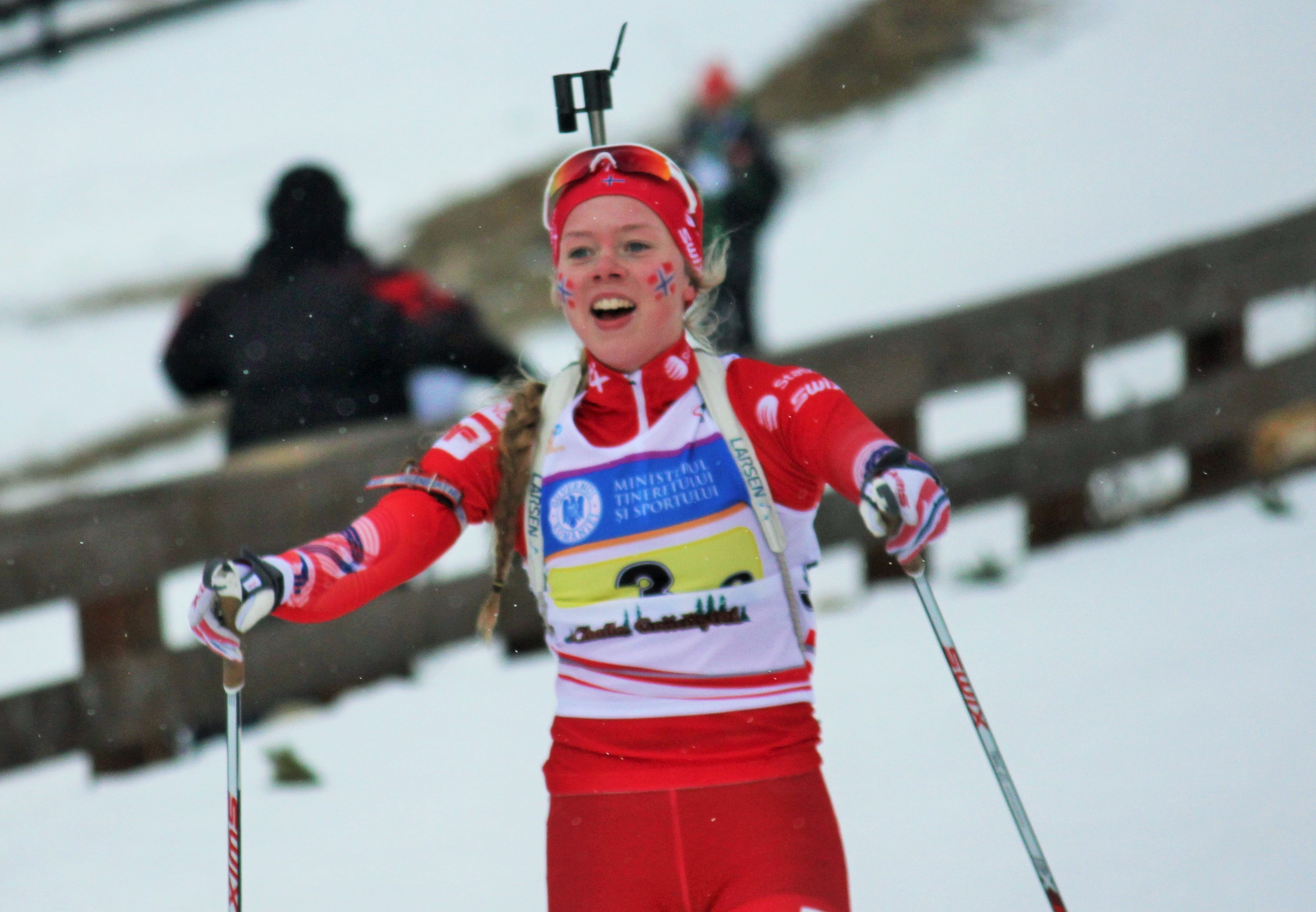
Erdal bei der Jugend-WM 2016

### Weltcupplatzierungen
Die Tabelle zeigt alle Platzierungen (je nach Austragungsjahr einschließlich Olympische Spiele und Weltmeisterschaften).
- 1.–3. Platz: Anzahl der Podiumsplatzierungen
- Top 10: Anzahl der Platzierungen unter den ersten zehn (einschließlich Podium)
- Punkteränge: Anzahl der Platzierungen innerhalb der Punkteränge (einschließlich Podium und Top 10)
- Starts: Anzahl gelaufener Rennen in der jeweiligen Disziplin
- Staffel: inklusive Mixed- und Single-Mixed-Staffeln

| Platzierung            | Einzel | Sprint | Verfolgung | Massenstart | Staffel | Gesamt |
| ---------------------- | ------ | ------ | ---------- | ----------- | ------- | ------ |
| 1. Platz               |        |        |            |             |         |        |
| 2. Platz               |        |        |            |             |         |        |
| 3. Platz               |        |        |            |             |         |        |
| Top 10                 |        |        |            |             | 2       | 2      |
| Punkteränge            | 1      | 4      | 4          | 1           | 2       | 12     |
| Starts                 | 4      | 13     | 8          | 1           | 2       | 28     |
| Stand: 31. Januar 2024 |        |        |            |             |         |        |

### Jugend-/Juniorenweltmeisterschaften
| Weltmeisterschaften | Weltmeisterschaften | Einzel | Sprint | Verfolgung | Staffel |
| Jahr                | Ort                 | Einzel | Sprint | Verfolgung | Staffel |
| ------------------- | ------------------- | ------ | ------ | ---------- | ------- |
| 2016                | Cheile Grădiștei    | 6.     | 1.     | 12.        | 3.      |
| 2017                | Osrblie             | 21.    | 5.     | 7.         | 1.      |

### IBU-Cup-Siege
| Nr. | Datum         | Ort              | Disziplin              |
| --- | ------------- | ---------------- | ---------------------- |
| 1.  | 28. Nov. 2019 | Sjusjøen         | Sprint                 |
| 2.  | 15. Jan. 2020 | Osrblie          | Single-Mixed-Staffel 1 |
| 3.  | 17. Jan. 2020 | Osrblie          | Sprint                 |
| 4.  | 27. Feb. 2020 | Minsk (EM)       | Single-Mixed-Staffel 1 |
| 5.  | 23. Jan. 2021 | Arber            | Single-Mixed-Staffel 1 |
| 6.  | 14. März 2021 | Obertilliach     | Single-Mixed-Staffel 2 |
| 7.  | 29. Jan. 2023 | Lenzerheide (EM) | Mixedstaffel 3         |
| 8.  | 3. Dez. 2023  | Kontiolahti      | Single-Mixed-Staffel 4 |
| 9.  | 9. Dez. 2023  | Idre             | Sprint                 |
| 10. | 13. Jan. 2024 | Ridnaun          | Single-Mixed-Staffel 5 |